# 富永京子
富永 京子（とみなが きょうこ、1986年9月15日- ）は、日本の社会学者。立命館大学産業社会学部現代社会学科准教授、シノドス国際社会動向研究所理事。専攻は社会運動論。

## 略歴
札幌市出身。2009年3月北海道大学経済学部経営学科卒業。2015年3月東京大学大学院人文社会系研究科社会文化研究専攻社会学専門分野博士課程修了。日本学術振興会特別研究員（DC2）、日本学術振興会特別研究員（PD）などを経て、2015年4月より立命館大学産業社会学部准教授。2016年8月より立命館大学生存学研究センター運営委員、2017年4月よりシノドス国際社会動向研究所理事、日本社会学会理事を兼任。
主な論文に「社会運動における離脱の意味――脱退、燃え尽き、中断をもたらす運動参加者の人間関係認識」（『ソシオロゴス』37号、2013年）、「社会運動と「逮捕」――被逮捕者に対するまなざしを通じて」（『年報社会学論集』27号、2014年）などがあるなどがある。

## 著書
- 『社会運動と若者――日常と出来事を往還する政治』（ナカニシヤ出版）2017年
- 『みんなの「わがまま」入門』（左右社）2019年
- 『「ビックリハウス」と政治関心の戦後史――サブカルチャー雑誌がつくった若者共同体』（晶文社）2024年

### 共編著
- 『社会運動のサブカルチャー化――G8サミット抗議行動の経験分析』編（せりか書房）2016年
- 『現代文化への社会学 90年代と「いま」を比較する』高野光平、加島卓、飯田豊編著（北樹出版）2018年11月